# 宮本充
宮本 充（みやもと みつる、1958年9月8日 - ）は、日本の俳優、声優。東京都大田区大森生まれ、大阪府堺市出身。劇団昴所属。

## 来歴
大阪府立泉陽高等学校、北海道大学工学部合成化学科卒業。
東京都大田区大森で生まれる。その後すぐに横浜市に転居するも、親の都合で引っ越しが多く、小学校だけで5度、中学校で1度の転校を経験した。
学生時代から典型的な長男気質で、神経質で友人もいないような子供であった。母から「大学だけでももっと自然のある所に行ったらどうだ」と言われて、北海道大学に進学することにしたという。
昔から洋画が好きで、小学校の頃から大学ノートに洋画の感想を書いていた。中学後半から高校までの間大阪府に在住。北海道大学時代は恵迪寮に入寮していた。当時は水谷豊主演の『熱中時代』に感動して教師を目指していた。工学部では教員免許は取れず、小学校教員資格認定試験を受けて取得しようとするも不合格。このまま研究者になるか教員を目指すかと悩んでいたころに、三重県出身の寮の仲間から誘われた演劇鑑賞会にて文学座の『ショートアイズ』という芝居を見て感動。
卒業後に役者の道を志して文学座の試験に合格したが、一年間所属した後に査定で落とされ、文学座同期生に誘われて劇団昴へ移る。舞台活動の傍ら、同じ劇団の久米明を見て、声優にも憧れていた。

### 役柄について
声優としては1985年のアメリカ映画『マイ・サイエンス・プロジェクト』におけるバンダイ版の日本語吹き替えでデビュー。ディズニー映画『ライオン・キング』のシンバ（青年）で主役を演じ、『H2』の橘英雄で初レギュラー。当初はアニメのアフレコのテンポの早さについていけず苦難したが、「『H2』ではゆっくりのペースでよかった」と話している。
その後も『こちら葛飾区亀有公園前派出所』の中川圭一、『犯罪捜査官ネイビーファイル』のハーモン・ラブ、『THE ビッグオー』のロジャー・スミス、ディズニー映画の複数のシリーズで主役の吹き替えを担当し、声優としてのキャリアを積む。
吹き替えではエイドリアン・ブロディをはじめ、マシュー・モディーン、イーサン・ホーク、ガイ・ピアース、デヴィッド・アークエット、イーキン・チェン、エドワード・ノートン、ルーク・ウィルソンなどを担当。過去にはキアヌ・リーブスやブラッド・ピット、アンドリュー・マッカーシーも数多く担当していた。堀内賢雄、森川智之、平田広明と並んでキアヌ・リーブスとブラッド・ピット、トム・クルーズとジョニー・デップの両者の吹き替えを経験している数少ない人物である。
『マイ・プライベート・アイダホ』や『JM』など、デビュー初期に代表作を多く吹き替え、当時はフィックスとなっていたキアヌ・リーブスについては『ハートブルー』（宮本は日本テレビ『金曜ロードショー』版で担当）を劇場で鑑賞した際に「なんて綺麗な俳優だろう」とその整った容姿に驚き、まさか自分が吹き替えを担当するようになるとは想像もしなかったと述懐している。中でも『スピード』（テレビ朝日『日曜洋画劇場』版、日本語吹替完全版Blu-rayBOX収録）は「宮本の持つ“少年らしさ”が初のアクション大作に挑み、タフガイになりきろうとした当時のリーブスのイメージと重なった」と評されるなど高い評価を受けた。本作は宮本自身にとっても当時必死に演じた思い出深い作品であり、現在も台本を保存しているとのことである。
担当俳優による違いについて問われた際には、キアヌ・リーブスとイーサン・ホークを吹替がやりやすい俳優として挙げ、ホークについては「（台詞を発する上での感情が）スッと入ってくる。きっとどこか僕に似ているところがある」と話している。一方で、吹替がやり難かった俳優にはブラッド・ピットとエイドリアン・ブロディを挙げ、この2名については芝居を読み取り、台詞に感情を込める上で苦労したと述べている。なお、俳優ごとに声のトーンを変えるようなことはあまりしないという。
2018年、『快盗戦隊ルパンレンジャーVS警察戦隊パトレンジャー』のドグラニオ・ヤーブン役で特撮作品に初出演した。
2024年、本人に無断で学習・生成される生成AI音声や映像に反対する有志の会『NOMORE 無断生成AI』に参加した。

## 人物・エピソード
声優デビューを務めた上述の作品では出演者の大半が所属する昴のメンバーで固められていたが、その内の一人で劇団での先輩筋にあたる牛山茂がアフレコ前日の稽古中のアクシデントで頭部に重傷を負ったにもかかわらず、応急処置を施した上で収録に臨む姿に感銘を受けたという。同期には伊藤和晃や林佳代子、武藤与志則などがいる。
関西育ちであるため、訛りで相当なハンディがあったという。アクセント辞典を買って参考にすることを考えたものの、結局は分からない時には周りの共演者に聞いて済ませるようにしたと語っている。
田中敦子のブログにて「少年がそのまま大人になったような人」と紹介された。また、本人曰く「凝り性な性格」で、趣味の面でよく凝ることから、劇団の先輩からよく冗談交じりに「その情熱の十分の一でも芝居にかけたら名優になれる」と言われるという。
多趣味であり、版画、野球、囲碁、麻雀など様々な趣味を持つ。子供の頃はプラモデルをよく作っていたという。
既婚者であり、二児の父。弟は高級珍味・料理材料を取り扱う京都トヨタヤの社長を務めている。
吹き替えを担当したい役として、「自分とはかけ離れた悪役やエキセントリックな役、『ロッキー・ホラー・ショー』のティム・カリーみたいな役をやってみたい」と述べている。『快盗戦隊ルパンレンジャーVS警察戦隊パトレンジャー』で悪のボス役のオファーを受けた際は、とても嬉しかった反面、本当に自分でよいのかという不安もあったと述べている。
共にキアヌ・リーブスを持ち役としている小山力也とは親交があり、ラジオCD「TVアニメ『血界戦線＆BEYOND』技名を叫んでから殴るラジオVol.2」では両者がキアヌを吹き替えていることについて触れたジョークが展開された。

## 出演
太字はメインキャラクター

### テレビアニメ
1993年
- コボちゃん（田中、鶴田）
- 幽☆遊☆白書（阿架連邪）

1995年
- H2（橘英雄）
- 鬼神童子ZENKI（氷川）

1996年
- 赤ちゃんと僕（榎木春美）
- きこちゃんすまいる（パパ）
- こちら葛飾区亀有公園前派出所（1996年 - 2004年、中川圭一）
- B'T-X（死神）
- るろうに剣心 -明治剣客浪漫譚-（宇治木警部補）

1997年
- 金田一少年の事件簿（1997年 - 2000年、渋沢圭介、小城拓也、乱歩、遠藤周介）
- 手塚治虫の旧約聖書物語（アベル）
- みすて♡ないでデイジー（山川征太郎）
- 名探偵コナン（1997年 - 2022年、竹野浩司、二宮寛人、大葉悦敏、小出英樹、川須アレックス晴敏）
- YAT安心!宇宙旅行（ドンズ・マリーゴールド）

1998年
- SHADOW SKILL -影技-（ディアス＝ラグ）
- スーパードール★リカちゃん（麻樹山ルイ）
- DTエイトロン（シュウの父）
- デビルマンレディー（園部音也）
- 南海奇皇（藤原和王）
- 魔法のステージファンシーララ（朝霞勝之進）
- ロードス島戦記-英雄騎士伝-（スレイン）

1999年
- おジャ魔女どれみ（なつみの父、さちこの父）
- KAIKANフレーズ（ヒロキ）
- THE ビッグオー（1999年 - 2003年、ロジャー・スミス） - 2シリーズ
- 週刊ストーリーランド（次官）

2000年
- 犬夜叉（武田蔵乃介）
- タイムボカン2000 怪盗きらめきマン（オオヤブ院長）
- 陽だまりの樹（伊武谷万二郎）

2001年
- 旋風の用心棒（銀鱗）
- キャプテン翼（平成版）（2001年 - 2002年、ロベルト本郷）
- グラップラー刃牙（鎬紅葉）
- ジーンシャフト（チャタ）
- Z.O.E Dolores, i（レオン・リンクス）
- フルーツバスケット（草摩綾女）

2002年
- 東京アンダーグラウンド（練照）
- PIANO（白川先生）
- ヒートガイジェイ（ライン）
- 炎の蜃気楼（風魔小太郎）
- ラーゼフォン（如月樹）

2003年
- 明日のナージャ（ワルトミュラー伯爵）
- WOLF'S RAIN（ハブ・リボウスキー）
- GUNSLINGER GIRL（ジャン）
- 最遊記シリーズ（2003年 - 2022年、光明三蔵） - 3シリーズ
- フルメタル・パニック? ふもっふ（水星庵）

2004年
- アガサ・クリスティーの名探偵ポワロとマープル（エイムズ）
- Get Ride! アムドライバー（ジョナサン・メイナード）
- 超変身コス∞プレイヤー（黒之皇子・クの方）
- ブラック・ジャック（辰巳医師）
- 忘却の旋律（黒船・バラード）
- MONSTER（2004年 - 2005年、ハインツ）

2005年
- こいこい7（哲朗の父）
- シュガシュガルーン（田之倉良之）
- ツバサ・クロニクル（カイル＝ロンダート）
- 雪の女王 〜THE SNOW QUEEN〜（ソアン）

2006年
- エア・ギア（武内空）
- NARUTO -ナルト-（アカホシ）
- 遊☆戯☆王デュエルモンスターズGX（佐藤浩二）

2007年
- CLAYMORE（男覚醒者）
- 結界師（坂井）
- 彩雲国物語 第2シリーズ（藍雪那）
- BACCANO! -バッカーノ!-（マイザー・アヴァーロ）
- BLUE DRAGON（2007年 - 2009年、コンラッド） - 2シリーズ

2008年
- あまつき（主殿）
- 喰霊―零―（金春キリヤ）
- 屍姫 シリーズ（2008年 - 2009年、鹿堂赤紗） - 2シリーズ
- ドルアーガの塔 〜the Aegis of URUK〜（2008年 - 2009年、ジルの父、マルカ） - 2シリーズ
- 墓場鬼太郎（村田）
- 我が家のお稲荷さま。（高上春樹）
- 湾岸ミッドナイト（神谷英次）

2009年
- ゴルゴ13（ヴァーノン神父）
- NEEDLESS（トリック）

2010年
- 刀語（宇練銀閣）
- 毎日かあさん（ジョン）
- メタルファイト ベイブレード 爆（2010年 - 2011年、Dr.ジグラット）

2011年
- TIGER & BUNNY（ロトワング）
- ドラゴンクライシス!（ジョージ・エヴァンス）
- フラクタル（バロー）

2012年
- 新テニスの王子様（齋藤至）

2013年
- 宇宙戦艦ヤマト2199（古代守）※2012年劇場先行公開

2014年
- 暁のヨナ（アオ〈先代青龍〉）
- Wake Up, Girls!（2014年 - 2018年、白木徹） - 2シリーズ
- 東京ESP（金春キリヤ）
- 七つの大罪（鎧巨人 / デール）
- ばらかもん（オンデ長）
- ベイビーステップ（栄一郎の父）
- 蟲師 続章（柾）
- 遊☆戯☆王ZEXAL II（真ドン・サウザンド）

2015年
- 血界戦線（2015年 - 2017年、スティーブン・A・スターフェイズ） - 2シリーズ

2016年
- こちら葛飾区亀有公園前派出所 THE FINAL 両津勘吉 最後の日（中川圭一）
- シュヴァルツェスマーケン（トーマス・ホーエンシュタイン）
- ジョーカー・ゲーム（アーロン・プライス）
- ドリフターズ（紫）
- ビッグオーダー（不破雷同）
- 文豪ストレイドッグス（2016年 - 2023年、森鴎外） - 5シリーズ
- 僕だけがいない街（八代学）

2017年
- 銀の墓守り（リンク）
- Fate/Apocrypha（黒のキャスター / アヴィケブロン）

2018年
- 恋は雨上がりのように（九条ちひろ）
- ベイブレードバースト 超ゼツ（2018年 - 2019年、赤刃タイガ）
- 東京喰種トーキョーグール シリーズ（月山観母） - 2シリーズ
- デュエル・マスターズ!（黒い人）
- あかねさす少女（ホワイトゴート、ドローン）

2019年
- とある魔術の禁書目録III（エイワス）
- ゾイドワイルド（バーガー）
- PSYCHO-PASS サイコパス 3（坂東鉄二）

2020年
- アサティール 未来の昔ばなし（ナーデル）
- 富豪刑事 Balance:UNLIMITED（神戸茂丸）
- 魔王学院の不適合者 〜史上最強の魔王の始祖、転生して子孫たちの学校へ通う〜（ディエゴ・カノン・イジェイシカ）

2021年
- ぼのぼの（ボボイさん）
- 文豪ストレイドッグス わん!（森鴎外）
- ふしぎ駄菓子屋 銭天堂（2021年 - 2025年、ちゃちゃ、観光客、捨てられたおもちゃ、六号）
- 平穏世代の韋駄天達（タケシタ）
- takt op.Destiny（バーテン）
- ビルディバイド（2021年 - 2022年、桂川大路） - 2シリーズ

2022年
- 群青のファンファーレ（樫野太）
- ようこそ実力至上主義の教室へ（2022年 - 2024年、坂柳理事長） - 2シリーズ
- 不滅のあなたへ（サイリーラ）
- 農民関連のスキルばっか上げてたら何故か強くなった。（レムル）

2023年
- 異世界はスマートフォンとともに。2（シュラフ国王）
- ひろがるスカイ!プリキュア（2023年 - 2024年、スキアヘッド / ダークヘッド、ダイジャーグ）

2024年
- 怪獣8号（溝口）
- 凍牌〜裏レート麻雀闘牌録〜（松本）
- 青のミブロ（木村寿太郎）

2025年
- マジック・メイカー 〜異世界魔法の作り方〜（ガウェイン）
- 俺だけレベルアップな件 Season 2 -Arise from the Shadow-（老人）
- 中禅寺先生物怪講義録 先生が謎を解いてしまうから。（榎木津総一郎）
- ある魔女が死ぬまで（テッド）
- 小市民シリーズ（日坂和虎）
- サイレント・ウィッチ 沈黙の魔女の隠しごと（ナレーション、モニカの父）
- 転生したら第七王子だったので、気ままに魔術を極めます（謎神父 / ギタン）

### 劇場アニメ
1993年
- 蒼い記憶 満蒙開拓と少年たち（吉崎圭一）

1995年
- GHOST IN THE SHELL / 攻殻機動隊（台田瑞穂）

1999年
- こちら葛飾区亀有公園前派出所 THE MOVIE（中川圭一）
- 名探偵コナン 世紀末の魔術師（西野真人）

2002年
- 猫の恩返し

2003年
- こちら葛飾区亀有公園前派出所 THE MOVIE2 UFO襲来! トルネード大作戦!!（中川圭一）
- ラーゼフォン 多元変奏曲（如月樹）
- ONE PIECE THE MOVIE デッドエンドの冒険（シュライヤ）

2004年
- 劇場版 新暗行御史（柳義泰〈ユイテ〉）

2005年
- キノの旅 何かをするために -life goes on.-（旅人）

2008年
- クレヨンしんちゃん ちょー嵐を呼ぶ 金矛の勇者（マック）

2009年
- テイルズ オブ ヴェスペリア 〜The First Strike〜（ガリスタ・ルオドー）

2010年
- 宇宙ショーへようこそ（ロビー）

2012年
- グスコーブドリの伝記（ナカタ）
- 映画かいけつゾロリ だ・だ・だいぼうけん!（ルクト）

2014年
- Wake Up, Girls! 七人のアイドル（白木徹）
- 聖闘士星矢 Legend of Sanctuary（牡羊座のムウ）

2017年
- 打ち上げ花火、下から見るか? 横から見るか?（祐介の父）

2018年
- 文豪ストレイドッグス DEAD APPLE（森鴎外）
- 薄墨桜 -GARO-（小野明允）

2019年
- ぼくらの7日間戦争（山咲香織の父）

2020年
- 劇場版 ヴァイオレット・エヴァーガーデン（デイジー父）
- PSYCHO-PASS サイコパス 3 FIRST INSPECTOR（坂東鉄二、相良）

2021年
- 竜とそばかすの姫（フォックス）

### OVA
1992年
- 世界の光 親鸞聖人（善鸞）

1994年
- 誕生 〜Debut〜（三浦健一）

1996年
- 親鸞聖人と王舎城の悲劇（アジャセ）
- 魔法使いTai!（広報車アナウンス）

2000年
- 世にも恐ろしい日本昔話（町民A、通行人A、浦島太郎）

2001年
- アンジェリーク（エルダ）
- るろうに剣心 -明治剣客浪漫譚- 星霜編（宇治木）

2005年
- イリヤの空、UFOの夏（浮浪者）

2007年
- 最遊記RELOAD -burial-（光明三蔵）

2017年
- 宇宙戦艦ヤマト2202 愛の戦士たち（古代守）※ODS作品

### Webアニメ
- The Missing 8（2021年、ファザー[71]）
- Fate/Grand Order 藤丸立香はわからない Season2（2024年、アヴィケブロン）
- ディズニー ツイステッドワンダーランド ザ アニメーション（2025年、ディア・クロウリー[72]）

### ゲーム
1996年
- らんま1/2 バトルルネッサンス（公紋竜）

1997年
- こちら葛飾区亀有公園前派出所 中川ランド大レース!（中川圭一）
- こちら葛飾区亀有公園前派出所 ハイテクビル侵攻阻止作戦!の巻（中川圭一）
- リフレインラブ 〜あなたに逢いたい〜（佐藤昂介）

1999年
- 機動戦士ガンダム外伝 コロニーの落ちた地で…（マクシミリアン・バーガー）
- スパイロ・ザ・ドラゴン（ヨワームドラゴン）
- リフレインラブ2（秋吉倫太郎）
- ロードオブモンスターズ（ケイス）

2000年
- アンジェリーク トロワ（エルダ）
- SDガンダム GGENERATION（2000年 - 2016年、マクシミリアン・バーガー、マイキャラクター男性11〈GENESIS〉） - 3作品
- 機動戦士ガンダム ギレンの野望 ジオンの系譜（マクシミリアン・バーガー）

2002年
- 機動戦士ガンダム戦記 Lost War Chronicles（マクシミリアン・バーガー、連邦軍諜報部員）
- ジョジョの奇妙な冒険 黄金の旋風（ディアボロ）

2003年
- SUNRISE WORLD WAR Fromサンライズ英雄譚（ロジャー）

2004年
- メダル・オブ・オナー パシフィックアサルト（日本兵）
- ONE PIECE ランドランド!（ブリュー）

2005年
- キングダム ハーツII（シンバ）
- 天地の門（カイロク）
- ラジアータ ストーリーズ（ルシオン）

2006年
- BLOOD+ 〜ファイナルピース〜（サム）

2008年
- スーパーロボット大戦Z（ロジャー・スミス）
- メダル・オブ・オナー ヒーローズ（ジミー・パターソン）

2010年
- こちら葛飾区亀有公園前派出所 勝てば天国!負ければ地獄! 両津流 一攫千金大作戦!（中川圭一）
- HEAVY RAIN 心の軋むとき（イーサン・マーズ）

2011年
- 第2次スーパーロボット大戦Z 破界篇 / 再世篇（2011年 - 2012年、ロジャー・スミス） - 2作品

2012年
- バイオハザード リベレーションズ（パーカー・ルチアーニ）
- ヒーローズファンタジア（アーヴィン）

2014年
- 第3次スーパーロボット大戦Z 時獄篇 / 天獄篇（2014年 - 2015年、ロジャー・スミス） - 2作品

2015年
- テイルズ オブ ゼスティリア（ロッシュ、ラファーガ）

2017年
- アンチャーテッド 古代神の秘宝（アサーブ）

2018年
- Fate/Grand Order（2018年 - 2019年、アヴィケブロン）
- Marvel's SPIDER-MAN（ミスター・ネガティブ / マーティン・リー）

2019年
- アークザラッド R（ボイド）
- スーパーロボット大戦X-Ω（ロジャー・スミス）

2020年
- ディズニー ツイステッドワンダーランド（ディア・クロウリー）
- オランピアソワレ（慈眼大師）
- オルタンシア・サーガ -蒼の騎士団-（レファルド）

2021年
- Paradigm Paradox（護堂ヤシマ）
- A3!（天立桂樹）

2022年
- モンスターストライク（ロトワング）
- タクティクスオウガ リボーン（ニバス・オブデロード）

2023年
- ファイナルファンタジーXVI（アルテマ）
- ライブ・ア・ヒーロー!（アストシス）

2024年
- メタファー：リファンタジオ（フォーデン）
- 東京放課後サモナーズ（イグ）

2025年
- グランブルーファンタジー（アートマン）

### ドラマCD
- 人形草紙あやつり左近 第二巻（斉藤）
- 少年ガンガン ブック・イン・CD ソウルイーター VOL.1 〜特別社会科見学〜（フランケン＝シュタイン博士）
- 彩雲国物語 第二巻 黄金の約束（景柚梨）
- 最遊記RELOAD GUNLOCK（光明三蔵）
- ジハード（ヴァレリー）
- 旋律劇場へのイザナイ（黒船）
- 創竜伝（竜堂始）
- 妖魔の封印シリーズ（シバ）
- ロードス島戦記（スレイン）

### ラジオドラマ
- G-SAVIOUR（リョーヤ）
- 青春アドベンチャー『バルト海の復讐』（エリック）

### 吹き替え

#### 担当俳優
アンドリュー・マッカーシー
- スティーヴン・キングのキングダム・ホスピタル（フック医師）
- ダブル・リアクション（ベン・キャロウェイ）
- マネキン（ジョナサン）
- 世にも不思議なアメージング・ストーリー シーズン1 #24（エドウィン）
- レス・ザン・ゼロ（クレイ・イーストン）

イーキン・チェン
- ゴールデン・ジョブ（シウォン）
- 天上の剣 The Legend of ZU（天宗）
- 特攻! BAD BOYS（キング・チェン）
- 風雲 ストームライダーズ（聶風）

イーサン・ホーク
- アサルト13 要塞警察（ジェイク・ローニック）※テレビ朝日版
- 生きてこそ（ナンド）
- ガタカ（ヴィンセント・アントン・フリーマン）
- ゲッタウェイ スーパースネーク（ブレント）
- テイキング・ライブス（コスタ）※テレビ朝日版
- デイブレイカー（エドワード・ダルトン）
- 白鯨 MOBY DICK（スターバック）
- ハムレット（ハムレット）
- ビフォアシリーズ（ジェシー）
  - ビフォア・サンライズ 恋人までの距離
  - ビフォア・サンセット
  - ビフォア・ミッドナイト

- ヒマラヤ杉に降る雪（イシュマエル・チェンバーズ）
- マグニフィセント・セブン（グッドナイト・ロビショー）
- 6才のボクが、大人になるまで。（メイソン・エヴァンス・Sr）

エイドリアン・ブロディ
- ヴィレッジ（ノア・パーシー）※ソフト版
- エクスペリメント（トラヴィス）
- キャデラック・レコード 音楽でアメリカを変えた人々の物語（レナード・チェス）
- キラー・ドッグ（ステイシー）※Netflix版
- キング・コング（ジャック・ドリスコル）
- クリーン ある殺し屋の献身（クリーン）
- サード・パーソン（スコット）
- ジャケット（ジャック・スタークス）
- 白い闇の女（ポーター・レン）
- 心霊ドクターと消された記憶（ピーター・バウアー）
- 戦場のピアニスト（ヴワデック・シュピルマン）
- チャペルウェイト 呪われた系譜（チャールズ・ブーン）
- ドラゴン・ブレイド（ティベリウス）
- ブルータリスト（ラースロー・トート）
- ブロンド（アーサー・ミラー）
- ラブ・ザ・ハード・ウェイ 〜疑惑の男〜（ジャック・グレース）

エドワード・ノートン
- エクストラポレーションズ:すぐそこにある未来（ジョナサン・ショパン）
- 素晴らしきかな、人生（ホイット）
- 世界中がアイ・ラヴ・ユー（ホールデン・スペンス）
- ナイブズ・アウト: グラス・オニオン（マイルズ・ブロン）
- バードマン あるいは（無知がもたらす予期せぬ奇跡）（マイク・シャイナー）

ガイ・ピアース
- ウィズアウト・リモース（トーマス・クレイ国防長官）
- 英国王のスピーチ（エドワード8世）
- L.A.コンフィデンシャル（エド・エクスリー）※ソフト版
- ふたりの女王 メアリーとエリザベス（ウィリアム・セシル / バーリー男爵）
- ブラッドショット（エミール・ハーティング）
- 欲望のバージニア（チャーリー・レイクス）

金城武
- 暗黒街/若き英雄伝説（ウィンジン）
- 金城武のピックアップ・アーティスト（ダーリ）
- 傷だらけの男たち（ボン）
- 君のいた永遠（ホークァン）
- ダウンタウン・シャドー（ジャッカル）※ソフト版
- 炎の大捜査線2（ヤン）
- ラベンダー（エンジェル）
- ワンダー・ガールズ 東方三侠2（ホン）

キアヌ・リーブス
- JM（ジョニー・“ネモニック”・スミス）
- スピード（ジャック・トラベン）※テレビ朝日版
- チェーン・リアクション（エディ・カサリビッチ）※日本テレビ版
- ドラキュラ（ジョナサン・ハーカー）※テレビ朝日版
- ハートブルー（ジョニー・ユタ）※日本テレビ版
- フィーリング・ミネソタ（ジャックス・クレイトン）
- マイ・プライベート・アイダホ（スコット・フェイヴァー）
- マトリックス（トーマス・アンダーソン / ネオ）※機内上映版

クリス・オドネル
- 愛についてのキンゼイ・レポート（ワーデル・ポメロイ）
- 三銃士（ダルタニアン）※ソフト版
- バットマン フォーエヴァー（ディック・グレイソン / ロビン）※ソフト版
- バットマン & ロビン Mr.フリーズの逆襲（ディック・グレイソン / ロビン）※ソフト版

ジョン・ボン・ジョヴィ
- 妻の恋人、夫の愛人（ロビン・グランジ）
- ノー・ルッキング・バック（マイケル）
- ペイ・フォワード 可能の王国（ニッキー・マッキニー）
- U-571（ピート・エメット）※ソフト版

ダーモット・マローニー
- アサシン 暗・殺・者（J.P.）※日本テレビ版
- ハート・オブ・ジャスティス（エリオット）
- バッド・ガールズ（ジョシュ）※テレビ朝日版
- ベスト・フレンズ・ウェディング（マイケル）※ソフト版

チョン・ジュノ
- アナーキスト（グン）
- 公共の敵2/あらたなる闘い（ハン・サンウ）
- 大変な結婚（パク・テソ）
- マイ・ボス マイ・ヒーロー（ケ・ドゥシク）

デヴィッド・アークエット
- シャークボーイ&マグマガール 3-D（マックスのパパ）
- ジョンズ（ジョン）
- スクリームシリーズ（デューイ・"ドワイト"・ライリー）
  - スクリーム
  - スクリーム2
  - スクリーム3
  - スクリーム4: ネクスト・ジェネレーション
  - スクリーム

- ネバー・ダイ・アローン（ポール・パスコフ）

バリー・ペッパー
- バトルフィールド・アース（ジョニー）※ソフト版
- ブロークンシティ（ジャック・ヴァリアント）
- ホワイトクラッシュ（チャーリー・ハリデー）
- ワンス・アンド・フォーエバー（ジョー・ギャロウェイ）※ソフト版

ヒュー・グラント
- いつか晴れた日に（エドワード・フェラース）
- おいしい生活（デヴィッド・ペレット）
- ラブソングができるまで（アレックス・フレッチャー）

ブラッド・ピット
- インタビュー・ウィズ・ヴァンパイア（ルイ・ド・ポワント・デュ・ラック）※フジテレビ版
- ジョー・ブラックをよろしく（ジョー・ブラック / コーヒーショップの青年）
- SMAP×SMAP（本人）
- デビル（フランシス・“フランキー”・オースティン・マグワイヤー / ローリー・ディヴァニー）※ソフト版
- 12モンキーズ（ジェフリー・ゴインズ）※ソフト版
- リック（リック）
- レジェンド・オブ・フォール/果てしなき想い（トリスタン・ラドロー）※旧ソフト版

マイケル・J・フォックス
- ドク・ハリウッド（ベン・ストーン）※テレビ朝日版
- ハード・ウェイ（ニック・ラング）※テレビ朝日版
- ミッキーマウス60周年記念（アレックス・P・キートン）

マシュー・モディーン
- エニイ・ギブン・サンデー（オリー・パワーズ医師）※日本テレビ版
- カットスロート・アイランド（ウィリアム・ショー）※フジテレビ版
- ゼロデイ（リチャード・ドライヤー議長）
- トランスポーター2（ジェファーソン・ビリングス）※ソフト版
- パシフィック・ハイツ（ドレイク・グッドマン）※フジテレビ版
- バックトレース（ドノヴァン・マクドナルド）
- ボーダーライン: ソルジャーズ・デイ（ジェームズ・ライリー）

マット・デイモン
- グッド・ウィル・ハンティング/旅立ち（ウィル・ハンティング）
- グッド・シェパード（エドワード・ウィルソン）
- 戦火の勇気（イラリオ）※テレビ朝日版
- ラウンダーズ（マイク・マクダーモット）

ユアン・マクレガー
- 恋は邪魔者（キャッチャー・ブロック）
- ノーラ・ジョイス 或る小説家の妻（ジェイムズ・ジョイス）
- 8月の家族たち（ビル・フォーダム）
- ムーラン・ルージュ（クリスチャン）

ルーク・ウィルソン
- 80デイズ（オービル・ライト）※テレビ東京版
- ブルー・ストリーク（カールソン）
- ヘンリー・プールはここにいる 〜壁の神様〜（ヘンリー・プール）
- モーテル（デヴィッド・フォックス）
- 私の居場所の見つけかた（リー）

レイフ・ファインズ
- 愛を読むひと（ミヒャエル）
- アベンジャーズ（ジョン・スティード）
- クイズ・ショウ（チャールズ・ヴァン・ドーレン）

レオン・ライ
- エンプレス/運命の戦い（段蘭泉）
- 獅子よ眠れ（レオン）
- 花の生涯〜梅蘭芳〜（梅蘭芳）

ロバート・ショーン・レナード
- いまを生きる（ニール・ペリー）※フジテレビ版
- エイジ・オブ・イノセンス/汚れなき情事（テッド・アーチャー）
- から騒ぎ（クローディオ）
- ミスター&ミセス・ブリッジ（ダグラス・ブリッジ）

#### 映画（吹き替え）
- アーネスト式プロポーズ（“アルジー”アルジャノン〈ルパート・エヴェレット〉）
- 愛がこわれるとき（ジョン・フライシュマン〈カイル・セコー〉）※ソフト版
- 愛が微笑む時（フランク・ライリー〈ビル・カルヴァート〉）
- 愛と情熱のジョセフィン・ベイカー（ジョー〈デヴィッド・デュークス〉）
- 愛とセックス（ジェイク〈ジェイソン・サダイキス〉）
- 愛と呼ばれるもの（ジェームズ・ライト〈リヴァー・フェニックス〉）
- 愛のめぐりあい（ニッコロ〈ヴァンサン・ペレーズ〉）
- 悪魔のいけにえ2（LG〈ルー・ペリーマン〉）※UHD版、（チョップトップ〈ビル・モーズリー〉[91]）※配役交換版
- 悪魔の棲む部屋（ニック・パーカー〈ヘンリー・トーマス〉）
- 悪霊喰（アレックス・バーニエ〈ヒース・レジャー〉）
- あの頃ペニー・レインと（ジェフ・ベイブ〈ジェイソン・リー〉）
- アポロ13（ジョン・アーサー〈ローレン・ディーン〉）※ソフト版・日本テレビ版
- アメリ（ニノ・カンカンポワ〈マチュー・カソヴィッツ〉）
- 暗黒ベビィ ビクチム（ダニエル）
- アンダー・プレッシャー（ジョン・スペンサー〈ロブ・ロウ〉）
- 従妹ベット（ウェンセスラス〈エイデン・ヤング〉）
- イベント・ホライゾン（ジャスティン〈ジャック・ノーズワージー〉）
- イントルーダー 怒りの翼（ジャック・"レザー"・バロー中尉）※ソフト版
- インビジブル（マット〈ジョシュ・ブローリン〉）※テレビ朝日版
- ウーマン・イン・ブラック2 死の天使（ハリー・パーンストウ〈ジェレミー・アーヴァイン〉）
- ヴァンパイア・イン・ブルックリン（ジャスティス）※フジテレビ版
- ヴァンパイア/最期の聖戦（アダム神父〈ティム・ギニー〉）※テレビ東京版
- ウィジャ ビギニング 〜呪い襲い殺す〜（トム神父〈ヘンリー・トーマス〉）
- ウェイトレス 〜おいしい人生のつくりかた（ポマター先生〈ネイサン・フィリオン〉）
- ウェス・クレイヴンズ ザ・リッパー（アベル・プレンコフ）
- ウェドロック（マイケル・トラヴィス）※VHS版
- 海の上のピアニスト（1900〈ティム・ロス〉）※テレビ東京版
- ウルフ（ロイ〈デヴィッド・ハイド・ピアース〉）※ソフト版、（スチュアート・ウィントン〈ジェームズ・スペイダー〉）※テレビ朝日版
- 永遠のアフリカ（パウロ・ゴールマン〈ヴァンサン・ペレーズ〉）
- 栄光のスタジアム 大リーグへの道
- エイリアンシリーズ（デヴィッド〈マイケル・ファスベンダー〉）
  - プロメテウス
  - エイリアン: コヴェナント（ウォルター[92]）
- エクソシスト トゥルー・ストーリー ※テレビ朝日版
- エネミー・ライン（クリス・バーネット大尉〈オーウェン・ウィルソン〉[93]）※フジテレビ版
- エンド・オブ・バイオレンス（ドック刑事〈ローレン・ディーン〉）
- オクトパス（ロイ・ターナー〈ジェイ・ハリントン〉）※ソフト版
- オペレーション・ワルキューレ（クラウス・フォン・シュタウフェンベルク〈セバスチャン・コッホ〉）
- ガーディアン/森は泣いている（フィル・スターリング）※テレビ朝日版
- 海賊船（デヴィッド・バルフォア）
- 帰って来たデブゴン 昇龍拳（マー〈マックス・モク〉）
- 風と共に去りぬ（スチュアート・タールトン〈ジョージ・リーヴス〉、フィル・ミード）※ソフト版
- 烏（ウェイン・ヘイボーン〈ショーン・パトリック・フラナリー〉）
- カリフォルニア（ブライアン・ケスラー〈デイヴィッド・ドゥカヴニー〉）
- カリブ慕情 隠された200万ドルの謎（マック）
- 華麗なるギャツビー（ニック・キャラウェイ〈サム・ウォーターストン〉）※ソフト版
- キックボクサー2（デヴィッド・スローン〈サーシャ・ミッチェル〉[94]）※テレビ東京版
- 君さえいれば/金枝玉葉（サム〈レスリー・チャン〉）
- キラークラウン（デイヴ・ハンセン）
- ギルバート・グレイプ（ギルバート・グレイプ〈ジョニー・デップ〉）
- クォーターバック（ダーネル・ジェファーソン〈オマー・エップス）
- クラッシュ・ダイブ 急速潜航（マクドナルド副長〈クレイ・グリーンブッシュ〉）※フジテレビ版
- グラディエーター（コンモドゥス〈ホアキン・フェニックス〉）※テレビ朝日版
- クリスティーナの好きなコト（ピーター・ドナヒュー〈トーマス・ジェーン〉）
- クリスティーン（ルドルフ・ジャンキンス刑事〈ハリー・ディーン・スタントン〉）※UHD BD版
- クリスマス・キャロル（若き日のスクルージ）
- クルーレス（ジョシュ〈ポール・ラッド〉）
- グレイス・オブ・マイ・ハート（ジェイ・フィリップス〈マット・ディロン〉）
- クレイドル・ウィル・ロック（マーク・ブリッツスタイン〈ハンク・アザリア〉）
- グレッグのダメ日記4（フランク・ヘフリー〈トム・エヴェレット・スコット〉）
- クロウ/飛翔伝説（エリック〈ブランドン・リー〉）※テレビ東京版
- クロッカーズ（ロニー・"ストライク"・ダナム〈メキ・ファイファー〉）
- 刑事ニコ/法の死角（ヤク中の男、野次馬、殺し屋、駐車場の職員）※テレビ朝日版
- GO!GO!ガジェット（スコレックス / ドクター・クロウ〈ルパート・エヴェレット〉）
- 恋する遺伝子（エディ・アルデン〈ヒュー・ジャックマン〉）※オンデマンド版
- 恋人たちの食卓（レイモン〈チェン・チエウェン〉）
- コップス&ロバーソン（トニー・ムーア）
- ゴリラ（ブレア・シャノン）※テレビ朝日版
- コレラの時代の愛（フロレンティーノ・アリーサ〈ハビエル・バルデム〉）
- コンゴ（ピーター・エリオット博士〈ディラン・ウォルシュ〉）※フジテレビ版
- 最終絶叫計画（ドゥーフィ〈デイヴ・シェリダン〉）
- サイレンサー/地球侵略（ストレッキ）
- ザ・クラフト（フランス語の教師）
- 殺人課（ファロー巡査）
- サハラに舞う羽根（ジャック〈ウェス・ベントリー〉）※テレビ東京版
- ザ・ファーム 法律事務所（ミッチ・マクディーア〈トム・クルーズ〉）※フジテレビ版
- サベイランス -監視-（マイロ・ホフマン〈ライアン・フィリップ〉）
- ザ・ボーイ -人形少年の館-（マルコム〈ルパート・エヴァンス〉）
- サマー・シュプール（ダッドリー・ウィンスロー）
- サラウンデッド（ウィーラー〈ジェフリー・ドノヴァン〉）
- サンダーバード 劇場版（ゴードン・トレーシー）※VHS版
- サンダーバード6号（ゴードン・トレーシー）※VHS版
- サンドラ・ブロック in アマゾン（R・J・オブライエン〈クレイグ・シェイファー〉）
- ジーザス（イエス〈クリスチャン・ベール〉）
- シアトル猟奇殺人捜査（トム・ターナー〈キャスパー・ヴァン・ディーン〉）
- ジェヴォーダンの獣（トマ・ダプシェ〈ジェレミー・レニエ〉）
- ジェラティノス（スティーヴ・エルキンス）
- 地獄のシスター（マット〈エリック・ストルツ〉）※テレビ東京版
- 史上最大の作戦（フラナガン一等兵〈ショーン・コネリー〉、シュルツ一等兵〈リチャード・ベイマー〉）※テレビ東京版
- ジャッカル（ダグラス〈スティーブン・スピネラ〉）※日本テレビ版
- ジャッジメント・ナイト（フランク・ワイアット〈エミリオ・エステベス〉）
- ジャングル・ブック（モーグリ〈ジェイソン・スコット・リー〉）※テレビ朝日版
- 13日の金曜日 PART8 ジェイソンN.Y.へ（ウェイン）※フジテレビ版
- ジョーズ'87 復讐篇（ショーン・ブロディ〈ミッチャル・アンダーソン〉）※テレビ朝日版
- ショート・サーキット2 がんばれ!ジョニー5（ベン・ジャベリ〈フィッシャー・スティーヴンス〉）※日本テレビ版
- ショウダウン（トム）
- 処刑人（マーフィー・マクマナス〈ノーマン・リーダス〉）
- 処刑人II（マーフィー・マクマナス〈ノーマン・リーダス〉）
- 親愛なるきみへ（ティム・ウェドン〈ヘンリー・トーマス〉）
- シンドバッド黄金の航海
- シンプル・ウィッシュ（マレー〈マーティン・ショート〉）
- 新・霊幻道士 風水捜査篇（ラム警部〈ラム・ジュンイン〉）
- スイッチバック 追跡者（レーン・ディクソン〈ジャレッド・レト〉）
- 素顔のままで（アーブ・グランデル）※ソフト版
- スターゲイト（ダニエル・ジャクソン博士〈ジェームズ・スペイダー〉）※フジテレビ版
- スタートレックIV 故郷への長い道（ヒカル・スールー〈ジョージ・タケイ〉）※フジテレビ版
- ステラ（ジム〈ベン・スティラー〉）※日本テレビ版
- スニーカーズ（カール〈リヴァー・フェニックス〉）※ソフト版
- スパニッシュ・アパートメント（ジャン＝ミッシェル）
- スピード2（マーセド〈ブライアン・マッカーディ〉）※ソフト版
- スペース・ステーション76（グレン艦長〈パトリック・ウィルソン〉）
- スペース・トラッカー（マイク・プッチ〈スティーヴン・ドーフ〉）
- すべてをあなたに（ベース・プレイヤー〈イーサン・エンブリー〉）
- スリーサム 危険な関係（エディ・ハウ〈ジョシュ・チャールズ〉）
- 星願 あなたにもういちど（ウー先生〈ウィリアム・ソー〉）
- 青春の輝き（リップ・ヴァン・ケルト〈ランダル・バティンコフ〉）
- 世界で一番パパが好き!（オリー・トリンキ〈ベン・アフレック〉）
- セクシャリティ（チェイス）
- セックス・クラブ（チャーリー〈クラーク・グレッグ〉）
- 絶体×絶命（フランク・コナー〈アンディ・ガルシア〉）※ソフト版
- セブンスフロア（エド・ピアース〈クレイグ・ピアース〉）
- セレブの種（ジョン・ヘンリー・"ジャック"・アームストロング〈アンソニー・マッキー〉）
- それでも夜は明ける（ウィリアム・フォード〈ベネディクト・カンバーバッチ〉）
- ゾンビ・ハイスクール（バリー〈ジェームズ・ワイルダー〉）
- ダーク・ブルー（シセル〈ラディム・フィアラ〉）
- ターミネーター（カイル・リース〈マイケル・ビーン〉）※DVD・BD版
- タイタス（サターナイナス〈アラン・カミング〉）
- タイムクラッシュ・超時空カタストロフ（スタントンFBI捜査官〈ジェームズ・アローディ〉）※テレビ東京版
- タッカー
- 007/リビング・デイライツ（ソンダース〈トーマス・ウィートレイ〉）※テレビ朝日版
- 小さな命が呼ぶとき（ジョン・クラウリー〈ブレンダン・フレイザー〉）
- チェリー2000（サム・トレッドウェル〈デヴィッド・アンドリューズ〉）
- 調教師（クリス）
- ツイスター・インフェルノ2（ウィル・スタントン）
- 追跡者（ロイス外交保安局捜査官〈ロバート・ダウニー・ジュニア〉）※テレビ東京版
- ツイ・ハークの霊戦英雄伝（ロン）
- D.O.A.（ニコラス・ラング〈ロバート・ネッパー〉）
- ディス・イズ・マイ・ライフ（デニス〈ティム・ブレイク・ネルソン〉）
- デイライト（ロイ・ノード〈ヴィゴ・モーテンセン〉）※テレビ朝日版
- テックス（テックス・マコーミック〈マット・ディロン〉）
- DOA/デッド・オア・アライブ（マックス〈マシュー・マースデン〉）
- デッドコースター（トーマス・バーク保安官〈マイケル・ランデス〉）※テレビ東京版
- デビル・インサイド（デヴィッド・キーン神父）
- 天使が見た夢（トム・ロズナー〈ジョン・ステイモス〉）
- トゥームストーン（ビリー・ブレッキンリッジ〈ジェイソン・プリーストリー〉）
- トゥームレイダー（ブライス〈ノア・テイラー〉）※テレビ朝日版
- トゥームレイダー2（ブライス〈ノア・テイラー〉）※テレビ朝日版
- 24 -TWENTY FOUR- リデンプション（フランク・トラメル〈ギル・ベローズ〉）
- トゥルーマン・ショー（トゥルーマン・バーバンク〈ジム・キャリー〉）※フジテレビ版
- トゥルーライズ（ファイザル〈グラント・ヘスロヴ〉）※ソフト版
- トマ@トマ（トマ〈ブノワ・ヴェルネール〉）
- トランスフォーマー/ダークサイド・ムーン（ジョン・F・ケネディ大統領）
- トリガー・エフェクト（マシュー〈カイル・マクラクラン〉）
- 永遠のワルツ/白い犬とワルツを（ジェームズ〈フランク・ホエーリー〉）
- ドント・ダイ・トゥ・ハード（ラムジー）
- ナッティ・プロフェッサー クランプ教授の場合（ジェイソン〈ジョン・アレス〉）※日本テレビ版
- 名もなき生涯（フランツ・イェーガーシュテッター〈アウグスト・ディール〉[95]）
- 南京の基督（岡川龍一郎〈レオン・カーフェイ〉）
- ニューヨークUコップ（マリオ〈ジョン・セダ〉）
- ネゴシエーター（ケヴィン・マッコール〈マイケル・ラパポート〉）※テレビ朝日版
- ネバー・セイ・ダイ/地獄のデルタ・フォース（マイク・ローパー〈トッド・ジェンセン〉）
- 眠れぬ夜のために（エド・オーキン〈ジェフ・ゴールドブラム〉）
- ネメシス（ビリー〈トーマス・ジェーン〉）
- ノーウェイ・アップ（トム・ウェーバー〈グレイソン・マッコーチ〉）
- ノーバディーズ・フール（レイマー〈フィリップ・シーモア・ホフマン〉）
- ノーマンズ・ランド ※テレビ朝日版
- バースデイ・ガール（ジョン・バッキンガム〈ベン・チャップリン〉）
- ハートブレイク・リッジ 勝利の戦場（リング少尉〈ボイド・ゲインズ〉）※テレビ朝日版
- パーフェクト・ウェポン（アダム・サンダース）
- バイオハザード（マット・アディソン〈エリック・メビウス〉）※ソフト版
- ハイロー・カントリー（ピート・コールダー〈ビリー・クラダップ〉）
- ハウエルズ家のちょっとおかしなお葬式（ダニエル〈マシュー・マクファディン〉）
- バジル（バジル〈ジャレッド・レト〉）
- 裸の夜会（アラン）
- バトルランナー（ハロルド・ヴァイス〈マーヴィン・J・マッキンタイア〉）※ソフト版
- 花の影（チョンリァン〈レスリー・チャン〉）
- バニシング・チェイス/激突!潜入捜査網25時（ビリー・ナイト〈ジェフリー・コムズ〉）
- ハプニング・ゼロ/人間消失（マイク）
- バブル・ボーイ（トッド）
- パラノイア（マーク・ダニエルズ）
- ハリウッド的殺人事件（K・C・コールデン〈ジョシュ・ハートネット〉）
- パルプ・フィクション（ランス〈エリック・ストルツ〉）
- ハロウィン6 最後の戦い（トミー・ドイル〈ポール・ラッド〉）
- ハロウィン THE END（ロジャー・アレン 〈ジャック・ウィリアム・マーシャル〉）
- パンサー（ヒューイ・P・ニュートン）
- バンディダス（クエンティン・クック〈スティーヴ・ザーン〉）
- ビッグ・ヒット（ガンプ）
- ビッグママ・ハウス2（ケビン・ケニーリー〈ザッカリー・リーヴァイ〉）
- ビッグ・リボウスキ（ブラント〈フィリップ・シーモア・ホフマン〉）※旧ソフト版
- ヒッチャー'95（マイケル・ジャーディン〈C・トーマス・ハウエル〉）
- ヒドゥン2（マクラクラン〈ラファエル・スバージ〉）
- ビューティフル・ガールズ（ウィリー・コンウェイ〈ティモシー・ハットン〉）
- ピンクの豹（ジョージ・リットン〈ロバート・ワグナー〉）※テレビ東京版
- ブーメラン（ボニー・T〈クリス・ロック〉）※ソフト版
- フールズ・ゴールド/カリブ海に沈んだ恋の宝石（ベンジャミン・フィネガン〈マシュー・マコノヒー〉）
- ファイアーボール（リー・クーパー〈イアン・サマーホルダー〉）
- ファイティング・キッズ（トミー・ライリー〈ジェームズ・マーシャル〉）
- ファイヤードラゴン/火雲伝奇（ユン・ミン〈マックス・モク〉）
- ファンタズムIV（マイク〈A・マイケル・ボールドウィン〉）
- フィラデルフィア・エクスペリメント2（ローガン）
- 不思議の国のアリス（使者〈ジョン・ステイモス〉）[注 1]
- 冬の恋人たち（ダグ〈D・B・スウィーニー〉）
- ブラック・オーシャン（リック）
- ブラックホール（チャールズ・パイザー）※ディズニー版
- ブラッド・イン ブラッド・アウト（ミクロ・ヴェルカ〈ダミアン・チャパ〉）
- プラトーン（クリス・テイラー〈チャーリー・シーン〉）※ソフト版
- フランキー・ザ・フライ（ポルノ俳優）
- プリティ・プリンセス2/ロイヤル・ウェディング（アンドリュー・ジャコビー公爵〈カラム・ブルー〉）
- フル・ブラッド（マイケル〈マイケル・ウォン〉）
- ブレイン・スナッチャー/恐怖の洗脳生物（サム・ニヴェンス〈エリック・タール〉）
- ヘモグロビン（ジョン・ストラウス〈ロイ・デュプイ〉）
- ペリカン文書（カーティス・モーガン〈ジェイク・ウェバー〉）※テレビ朝日版
- 弁護人（ロバート・ウッドフィールド〈エリック・ロバーツ〉）
- ボーイズ・オン・ザ・サイド（エイブ・リンカーン〈マシュー・マコノヒー〉）
- ホーカス ポーカス（マックス・デニソン）
- ホーム・アローン（マーヴ・マーチャント〈ダニエル・スターン〉）※テレビ朝日版
- ボーン・アイデンティティー（ダニー・ゾーン〈ガブリエル・マン〉）※ソフト版
  - ボーン・スプレマシー（ダニー・ゾーン〈ガブリエル・マン〉[96]）※ソフト版
- ボーン・イエスタデイ（JJ）
- ボイス（チャン・ジヌ）※フジテレビ版
- ポセイドン（マイルズ・シェフィールド艦長〈キャスパー・ヴァン・ディーン〉）
- ボディ・ターゲット（ロニー・プール）※ソフト版
- 微笑みをもう一度（ジャスティン・マティス〈ハリー・コニック・ジュニア〉）
- ポリーmy love（クロード〈ハンク・アザリア〉）
- ポワゾンの雫（エリック）
- マーズ・アタック!（ジェリー広報官〈マーティン・ショート〉）※ソフト版
- マイ・サイエンス・プロジェクト（不良2、兵士）
- マスター・オブ・リアル・カンフー/大地無限2（ホウマン〈ウー・ジン〉）※VHS版
- 待ちきれなくて…（プレストン・マイヤーズ〈イーサン・エンブリー〉）
- マドレーヌ（レオポルド〈ベン・ダニエルズ〉）
- 真夏の夜の夢（ディミトリアス〈クリスチャン・ベール〉）
- マペットのクリスマス・キャロル（フレッド〈スティーヴン・マッキントッシュ〉）
- 真夜中のピアニスト（トム・セール〈ロマン・デュリス〉）
- マリオネット・ゲーム（ニール〈ジェラルド・バトラー〉）
- マングラー（マーク・ジャクソン〈ダニエル・マトマー〉）
- マンハッタン恋愛事情（ブレイク〈ロバート・ダウニー・ジュニア〉）
- ミート・ザ・フィーブル 怒りのヒポポタマス（ゴキブリ）
- Mr.ゴールデン・ボール/ 史上最低の盗作ウォーズ（ダスティ〈マイク・ホワイト〉）
- ミッション:インポッシブル/デッドレコニング PART ONE（治安判事〈ガエターノ・ブルーノ〉[97]）
- ミフネ（クレステン〈アナス・ベアテルセン〉）
- ミミック（ピーター・マン博士〈ジェレミー・ノーサム〉）※ソフト版
- ミュート・ウィットネス/殺しの撮影現場（アンディ・クラーク）
- 未来は今（ノーヴィル・バーンズ〈ティム・ロビンス〉）※パイオニアLDC版
- ミリオンダラー・ベイビー（ホーヴァク神父〈ブライアン・F・オバーン〉） ※テレビ東京版
- ミリオンダラー・ホテル（トムトム〈ジェレミー・デイビス〉）
- メイド・イン・アメリカ（ディエゴ〈ローリー・ヴァルヴェルデ〉）
- メッセンジャー（ウィル・モンゴメリー軍曹〈ベン・フォスター〉）
- モーリス（モーリス・ホール〈ジェームズ・ウィルビー〉）※テレビ東京版
- ユー・ガット・メール（フランク・ナバスキー〈グレッグ・キニア〉）※ソフト版
- ユージュアル・サスペクツ（フレッド・フェンスター〈ベニチオ・デル・トロ〉）※ソフト版
- U.M.A 2010（ジャック・ランドール〈エリック・バルフォー〉）
- 夕べの星（テディ・ホートン〈マッケンジー・アスティン〉）
- ユナイテッド -ミュンヘンの悲劇-（ジミー・マーフィー〈デイヴィッド・テナント〉）
- ユニバーサル・ソルジャー（ヒューイ・テイラー）※ソフト版
- ライトアップ! イルミネーション大戦争（スティーヴ・フィンチ〈マシュー・ブロデリック〉）
- ライフ・オブ・デビッド・ゲイル（デビッド・ゲイル〈ケヴィン・スペイシー〉）
- ラスト・オブ・モヒカン（ホークアイ〈ダニエル・デイ＝ルイス〉）※フジテレビ版
- 落下の王国（シンクレア / オウディアス総督〈ダニエル・カルタジローン〉）
- ランボー（ミッチ〈デヴィッド・カルーソ〉）※テレビ朝日版
- リーサル・ウェポン2/炎の約束（ハンス〈マーク・ロルストン〉）※テレビ朝日版
- リトル・ヒーロー（リトル・ベア）
- リバイヴ・エックス/世紀末プロファイル:侵略（ジェフ・チャップマン〈リンデン・アシュビー〉）
- リバウンド（アール・マニゴールト〈ドン・チードル〉）
- リプリー（ピーター・スミス＝キングスレー〈ジャック・ダヴェンポート〉）※テレビ朝日版
- リンカーン（エイブラハム・リンカーン〈ダニエル・デイ＝ルイス〉）
- ルームメイト（サム〈スティーヴン・ウェバー〉）※テレビ朝日版
- ルディ/涙のウイニング・ラン（ジェイミー・オハラ〈ヴィンス・ヴォーン〉）
- ルパン（アルセーヌ・ルパン〈ロマン・デュリス〉）
- ロード・オブ・イリュージョン（バターフィールド）
- ロード・オブ・ザ・リングシリーズ（ファラミア〈デビッド・ウェナム〉）
  - ロード・オブ・ザ・リング/二つの塔
  - ロード・オブ・ザ・リング/王の帰還
- ロスト・イン・スペース（成人のウィル・ロビンソン〈ジャレッド・ハリス〉）※ソフト版
- ロビンソン・クルーソー（ダニエル・デフォー〈イアン・ハート〉）
- ロミー&ミッシェル（ビリー・クリスチャンセン）
- ワイアット・アープ（モーガン・アープ〈リンデン・アシュビー〉）※ソフト版
- 私がこわされるとき（ジョン・ポダラス〈ルイス・フェレイラ〉）
- 私は告白する（マイケル・ローガン〈モンゴメリー・クリフト〉）※PDDVD版
- 悪いことしましョ!（エリオット・リチャーズ〈ブレンダン・フレイザー〉）※機内上映版
- ワンス・アポン・ア・タイム・イン・チャイナ外伝/天地笑覇（ウォン・フェイフォン〈アラン・タム〉）
- ワンス・アポン・ア・タイム・イン・チャイナ 天地争覇（トマースキー）

#### ドラマ
- アウトバーン・コップ（エド）
- アガサ・クリスティー ミス・マープル 蒼ざめた馬（ポール・オズボーン〈JJ・フィールド〉）
- アメリカン・ゴシック（マット・クロワー〈ジェイク・ウェバー〉）
- アリー my Love（ビリー・トーマス〈ギル・ベローズ〉）
- アロー（ジム・チェンバレン）
- ER緊急救命室
  - シーズン2 #9（ヨシュア / ミスター・サリヴァン〈アダム・ゴールドバーグ〉）
  - シーズン3 #13（マイク〈ビリー・ウォーレイ〉）
  - シーズン4、11（ジョージ・ヘンリー〈チャド・ロウ〉）
  - シーズン10（ニック〈デビッド・カウフマン〉）
- インディ・ジョーンズ/若き日の大冒険（インディ・ジョーンズ〈青年〉〈ショーン・パトリック・フラナリー〉）
- ウディ・アレンの6つの危ない物語 #6（マイク〈マイケル・ラパポート〉）
- エクスカリバー 聖剣伝説（アーサー〈ポール・カラン〉）
- X-ファイル（ユジーン・トゥームズ〈ダグ・ハッチソン〉、アレックス・クライチェク〈ニコラス・リー〉）※テレビ朝日版
- NCIS: ニューオーリンズ シーズン1 #16（サムナー・セント・クロイ〈アダム・フリストー〉）
- NCIS 〜ネイビー犯罪捜査班 シーズン5 #7（マックス・ボーデ〈マーク・トッティ〉）
- WITHOUT A TRACE/FBI 失踪者を追え!3 #12（ランダル）
- カイルXY（アダム・ベイリン）
- GALACTICA/ギャラクティカ（ガイアス・バルター博士）
- クイズ 〜100万ポンドを夢見た男〜（チャールズ・イングラム〈マシュー・マクファディン〉[98]）
- こちらブルームーン探偵社 シーズン4 #4・7（レナード・ヘイヴン〈クリーヴァント・デリックス〉）
- ザ・ハイツ 青春のラプソディー（レニー〈ザカリー・スローン〉）
- ザ・ハンガー シーズン1 #4（クレイグ・ユン〈ジェイソン・スコット・リー〉）
- サンタクラリータ・ダイエット（ジョエル・ハモンド〈ティモシー・オリファント〉）
- サンフランシスコの空の下（チャーリー・サリンジャー〈マシュー・フォックス〉）
- CSI:科学捜査班（ネイサン・ハスケル〈ビル・アーウィン〉）
- シカゴ・ホープ（ダニエル・ナイランド〈トーマス・ギブソン〉）
- シャーロック・ホームズの冒険 犯人は二人（ハリー・ドーヴァコート伯爵）
- スキャンダル 託された秘密（スティーブン・フィンチ〈ヘンリー・イアン・キュージック〉）
- ステート・オブ・プレイ〜陰謀の構図〜（ドミニク・フォイ〈マーク・ウォーレン〉）
- 青春の城 コビントン・クロス（セドリック・グレイ〈グレン・クイン〉）
- ゾウズ・フー・キル 殺意の深層（トーマス・ジェファー〈ヤコブ・セーダーグレン〉）
- TAKEN（ジョン〈エリック・クローズ〉）
- デスパレートな妻たち5（ジャクソン〈ゲイル・ハロルド〉）
- デッド・ゾーン シーズン1 - 6（ジョニー・スミス〈アンソニー・マイケル・ホール〉）
- ドラマ 東京裁判（梅汝璈判事〈デヴィッド・ツェー〉）
- ともだちは音楽家 第2話「僕の家のベートーベン」（カート）
- PERSON of INTEREST 犯罪予知ユニット シーズン3 #18（クリストス・セバン〈ウィリアム・アバディ〉）
- PERSON of INTEREST 犯罪予知ユニット シーズン4
- バーン・ノーティス 元スパイの逆襲（トーマス・マッキー）
- バーン・ノーティス 元スパイの逆襲 シーズン4 #15（ヘクター・リヴェラ）
- バッファロー・ガールズ（オグデン〈リーヴ・シュレイバー〉）※ソフト版
- 犯罪捜査官ネイビーファイル（ハーモン・ラブJr海軍少佐〈デヴィッド・ジェームズ・エリオット〉）
- ビバリーヒルズ青春白書（ジェシー・バスケス〈マーク・ダモン・エスピノーザ〉）
- ファン・ジニ（ミョンウォルの父）
- プライベート・プラクティス4（ボブ・シュワルツ）
- THE BLACKLIST/ブラックリスト シーズン7 #15(ゴードン・ケンプ〈ジム・トゥルー=フロスト〉)
- THE FLASH/フラッシュ（ハリソン・ウェルズ博士 / リバース・フラッシュ、ハリー・ウェルズ、H・R・ウェルズ、シャーローク・ウェルズ、ナッシュ・ウェルズ etc〈トム・キャヴァナー〉）
- フレンズ（ライアン〈チャーリー・シーン〉）
- ベイツ・モーテル シーズン3（ボブ・パリス〈ケヴィン・ラーム〉）
- ヘムロック・グローヴ（ヨハン・プライス〈ジョエル・デ・ラ・フエンテ〉）
- BONES -骨は語る-（マイケル、アイバーソン、ブランドン・フォーク博士）
- ホワイトチャペル 終わりなき殺意（ジョセフ・チャンドラー〈ルパート・ペンリー＝ジョーンズ〉）
- MR. ROBOT/ミスター・ロボット（ギデオン・ゴダード〈ミシェル・ギル〉）
- ミッキーマウス60周年記念（ウッディ・ボイド〈ウディ・ハレルソン〉）
- 名探偵ポワロ ゴルフ場殺人事件（ジャック・ルノー）
- THE MENTALIST メンタリストの捜査ファイル（スチュアート・ハンソン）
- メントーズ #4（ルイス・キャロル〈トム・キャヴァナー〉）
- モナーク: レガシー・オブ・モンスターズ（パケット将軍〈クリストファー・ハイアーダール〉）
- ヤングライダーズ（キッド〈2代目〉）
- 愉快なシーバー家 シーズン1 #9（ジェフ）
- 世にも不思議なアメージング・ストーリー シーズン1 #2（ワイリー）
- 楽園（チム・イルホ〈チ・ジニ〉）
- ラ・メゾン（ヴァンサン〈ランベール・ウィルソン〉）
- リゾーリ&アイルズ ヒロインたちの捜査線（ホルヘ）
- レジェンド・オブ・アロー（フィリップ王子〈スティーヴン・モイヤー〉）※NHK-BS2版
- ロイヤル・スキャンダル 〜エリザベス女王の苦悩〜（ピーター・タウンゼント〈トリスタン・スターロック〉）
- 私はラブ・リーガル6 フィナーレ #4（セス・コイル〈クリス・ペイン・ギルバート〉）

#### アニメ
- アニマトリックス（トム）
- アンデルセン・ストーリーズ（王子）
- おさるのジョージ
- トイ・ストーリー2（フリック）
- カーズ（フリック）
- ザ・シンプソンズ（ヒュー・パークフィールド）
- 消防士サム（サム）
- スター・ウォーズ ドロイドの大冒険（モン・ジュルパ）※DVD版
- ノーキーとおともだち（ナレーション）
- ハウス・オブ・マウス（シンバ）
- バグズ・ライフ（フリック）
- ボス・ベイビー: ビジネスは赤ちゃんにおまかせ!（ブーツィー・キャリコ）
- ライオン・キングシリーズ（シンバ）
  - ライオン・キング
  - ライオン・キングのティモンとプンバァ
  - ライオン・キング2 シンバズ・プライド
  - ライオン・キング3 ハクナ・マタタ
  - ライオン・ガード
- セントラル・パークシリーズ（ヘレン）

### デジタルコミック
- 「フルーツバスケット」音声入りまんがDVD〜旅立ちの日、再び〜（2012年、草摩綾女） - 『花とゆめ』24号応募者全員サービス

### 舞台
- 劇団昴 アメリカの日々（1986年） - 客、他
- 劇団昴 マクベス（1986年） - ドヌルベイン
- 劇団昴 十二夜（1987年） - フェスティ
- 劇団昴 オセロー（1987年） - 役人
- 劇団昴 父親の肖像（1988年） - ジョージ[99]
- 劇団昴 ロミオとジュリエット（1988年） - ロミオ
- 劇団昴 リチャード三世（1989年） - ドーセット候
- 劇団昴 じゃじゃ馬ならし（1990年） - ルーセンショー
- 劇団昴 夏の夜の夢（1991年） - フランシス・フルート
- 劇団昴 お気に召すまま（1993年） - オーランド―
- 劇団昴 機械じかけのピアノのための未完成の戯曲（1993年） - セルゲイ
- 劇団昴 ザ・カヴァルケイダーズ（1995年） - テッド
- 劇団昴 三人姉妹（1998年） - ソリョーヌイ
- 劇団昴 スィート・パニック（1999年） - マーティン
- 劇団昴 空騒ぎ（1999年） - クローディオー
- 劇団昴 怒りの葡萄（2000年、2003年、2004年、2006年） - トム･ジョード
- 劇団昴 クリスマス・キャロル（2002年 - 2005年） - ボブ・クラチット、他
- 劇団昴 花嫁付き添い人の秘密（2003年） - ジェームス・デイヴィス
- 劇団昴 コリオレイナス（2004年） - コリオレイナス、タラス･オーフィディアス
- 劇団昴 うつろわぬ愛（2007年） - エルマー･マズグローブ
- 劇団昴 隣で浮気？（2009年、2013年） - ウィリアム･フェザーストン
- 劇団昴 親の顔が見たい（2009年、2011年 - 2015年） - 長谷部亮平
- 劇団昴 スタア（2010年） - 島本匠太郎
- 劇団昴 エデンの東（2011年） - アダム・トラスク
- 劇団昴 危機一髪（2012年） - 舞台監督
- 劇団昴 石棺 -チェルノブイリの黙示録-（2012年） - 査問官
- 劇団昴 汚れた手（2012年） - ルイ
- 劇団昴 イノセント・ピープル（2013年、2014年） - キース・ジョンソン
- 劇団昴 ホテル・スイート（2015年） - シドニー・ニコルズ
- 劇団昴 ヴェニスの商人（2016年） - アントーニオー
- 劇団昴 チャリング・クロス街84番地（2016年） - フランク・ドエル
- 劇団昴 ポーランドの人形遣い（2017年） - シュワルツコフ
- 劇団昴 アルジャーノンに花束を（2017年、2019年、2020年） - ストラウス博士
- 劇団昴 評決 The Verdict（2018年、2023年） - フランク・ギャルビン
- 劇団昴ザ・サード・ステージLABO 南吉野村の春（2019年） - アナウンサー（声の出演）
- 劇団昴 クリスマスキャロル（2021年 - 2023年） - エベニーザ・スクルージ
- 劇団昴 （朗読劇）とりつくしま[100]（2024年） - 「白檀」「ロージン」とりつくしま係
- 俳優座劇場 ファニーマネー（2002年） - ヴィック
- 木山事務所 慶応某年ちぎれ雲（2006年）　- 石
- 日本劇団協議会主催・オールスタッフ 音楽劇 モリスの藍工房 いちご泥棒のうた（2010年） - モリス

### テレビドラマ
- 影の軍団IV（1985年）
- さよなら李香蘭（1989年） - 小出孝
- 太平記（1991年） - 二条道平
- 裏刑事-URADEKA- 第5話「宝石強盗犯の妹を救え！」（1992年） - 鷲尾茂
- 土曜ワイド劇場
  - 探偵・神津恭介の殺人推理 第11作 密室から消えた美女（1992年9月5日）
  - 陸中海岸殺人ルート（1993年）
  - 終着駅シリーズ「碧の十字架・殺したはずの女の知られたくない秘密…」（1994年）
  - 山村美紗サスペンス 愛の摩周湖殺人事件（1998年）
- はぐれ刑事純情派 第2シリーズ 第20話「罠に落ちた美人弁護士」（1989年）
- 火曜サスペンス劇場
  - 女検事・霞夕子10（1993年）
  - 身辺警護「マルタイの教育評論家の女は昔、ひまわり先生と呼ばれた中学教師」（1999年） - 坂上恵一
- 女三代 如月法律事務所 第2作 もう一つの真実（2013年） - 裁判長
- 女タクシードライバーの事件日誌 第7作 小さな乗客 断ち切られた家族の絆（2014年） - 林
- 善人長屋 第1話（2022年7月8日、NHK BSプレミアム・BS4K） - 浜屋長兵衛 役

### 映画
- 踊る大捜査線 THE FINAL 新たなる希望（2012年）

### 特撮
- 快盗戦隊ルパンレンジャーVS警察戦隊パトレンジャー（2018年 - 2019年、ドグラニオ・ヤーブンの声[101]）
- 快盗戦隊ルパンレンジャーVS警察戦隊パトレンジャー en film（2018年、ドグラニオ・ヤーブンの声）
- 快盗戦隊ルパンレンジャー＋警察戦隊パトレンジャー 〜究極の変合体!〜（2018年、ドグラニオ・ヤーブンの声）
- 仮面ライダー THE WINTER MOVIE ガッチャード&ギーツ 最強ケミー★ガッチャ大作戦（2023年、リクシオンの声[102]）

### ナレーション
- NHK高校講座
  - NHK高校講座 情報A
  - NHK高校講座・美術
- ダイキン工業 うるさら7（声の出演）
- 地球ドラマチック
  - 「ヘラクレイオン 海に沈んだ古代エジプト都市」（声の出演）
  - 「いじめって何?〜生徒たちが語る本音〜」（声の出演）
- プーと大人になった僕（予告編）

### その他コンテンツ
- ポンキッキーズ（フリック）
- アラジンのホールニューワールド（2005年、ナポレオン）
- Fate/Grand Order×リアル脱出ゲーム「謎特異点Ⅱ ピラミッドからの脱出」（2019年、アヴィケブロン[103]）